# Deadly care (film)
Deadly care is een Amerikaanse televisiefilm uit 1987. De hoofdrol werd gespeeld door Cheryl Ladd, die toen op de top van haar roem stond.
De film behandelt een waar gebeurde geschiedenis. De verpleegster Anne Halloran wordt in haar dagelijkse privéleven en in haar beroep zo vaak geconfronteerd met ellende, dat ze de moed opgeeft. Ze gaat steeds meer drank en drugs gebruiken om de spanningen weg te werken. Het motto van de film luidde: Health care has its high price.

## Rolverdeling
| Acteur           | Personage          |
| ---------------- | ------------------ |
| Cheryl Ladd      | Anne Halloran      |
| Jason Miller     | Miles Keefer       |
| Jennifer Salt    | Carol              |
| Belinda Belaski  | Terry              |
| Joe Dorsey       | Mr Halloran        |
| Peggy McCay      | Mrs. Halloran      |
| Chris Mulkey     | Richard Halloran   |
| Willard E. Pugh  | manlijke verpleger |
| John Hammond     | Larry              |
| Arthur Taxier    | Dr. Davidson       |
| Richard Evans    |                    |
| Silvana Gillardo |                    |
| Ann Hearn        |                    |
| Terrence McNally |                    |
| Laurie O’Brien   |                    |